# Viktória-tó (Afrika)
A Viktória-tó (másként Victoria Nyanza vagy Ukerewe vagy Nalubaale) az Afrikai Nagy Tavak egyike.

## Története
Az első feljegyzett írásos emlék a Viktória-tóról arab kereskedőktől származik. Abu Abdalláh al-Idríszi, arab térképész 1160-ban készített térképén pontosan ábrázolta a Viktória-tavat és fontosabb jellemzőit. A tó első európai felfedezője John Hanning Speke volt, aki 1858-ban érte el a tó déli partját, tőle származik az elnevezés is Viktória királynő után. A híres brit felfedező és misszionárius, David Livingstone kísérelte meg igazolni Speke felfedezését, mivel abban az időben nem tekintették elfogadottnak, hogy a tó valóban a Nílus forrása lenne. Később hasonló útra vállalkozott a walesi-amerikai felfedező, Henry Morton Stanley, aki végül megerősítette Speke felfedezésének igazságát.

## Földrajz
A Viktória-tó az afrikai kontinens legnagyobb tava, a világ legnagyobb trópusi tava és felülete alapján a világ második legnagyobb édesvizű tava. A méretéhez képest sekély, átlagosan 40 és legfeljebb 84 méter vízmélységű, ezért vízmennyisége alapján (2750 köbkilométer) csak a hetedik, a világ édesvizű tavai közt. A Viktória-tó a Nílus leghosszabb felső ágának, a Fehér-Nílusnak a forrása. Vízgyűjtő területe 184 ezer km². A tó vizének 80%-át közvetlenül a területére hulló csapadékból kapja (melynek mértéke 1015 mm évente), illetve több ezer kis patak, valamint a Kagera-folyó táplálja. Nagyjából téglalap alakú, 320 km hosszú (észak-déli irányban) és 275 km széles (kelet-nyugati irányban), partvonala 3440 kilométer hosszú. Számos félsziget, öböl, és több, mint 3000 sziget tartozik területéhez, néhány közülük lakott. Ezek közt van az ugandai Ssese-szigetcsoport a tó északnyugati részén, amely népszerű turistacélpont.

A Viktória-tó vízszintjének alakulása

A Viktória-tó nagyon fiatal, becslések szerint egy millió évnél is fiatalabb keletkezésű lehet. Az utolsó periódus, melyben a tó teljes területe szárazulat volt, 14 700 évvel ezelőtt volt. A Viktória-tó egy fennsíkon fekszik a Nagy-hasadékvölgy mentén, területén Tanzánia, Uganda és Kenya osztozik.

## Élővilág

### Állatvilág
Területén élő emlősök közé tartozik az antilop, az impala, a víziló, a vidra. Jellemző madárfajai a mocsári légykapó (Muscicapa aquatica), a fehér szárnyú poszáta (Bradypterus carpalis), a kárókatona, különböző gémek, a nemes kócsag, a sirály, a csér (Sterna nilotica) és a jégmadár. 
A Viktória-tóban 550 különböző halfaj él. Jellemző faja a sügér (Cichlidae), egyes becslések szerint akár 400 különböző faja is élhet a tóban, ebből eddig 125 fajt írtak le tudományosan. Jellemző rovarfajai közé tartoznak a különböző kérészek, szitakötők, szúnyogok. Sok rovar betegségeket is terjeszthet, mint például a malária és sárgaláz, illetve a cecelégy által terjesztett álomkór. A rákfélék is igen elterjedtek a tóban, főbb képviselőik a garnéla (Caridina nilotica) és a tarisznyarák (Potamonautes niloticus). 126 kagylófaj él a tóban, valamint elterjedt a pióca és az édesvízi medúza is.

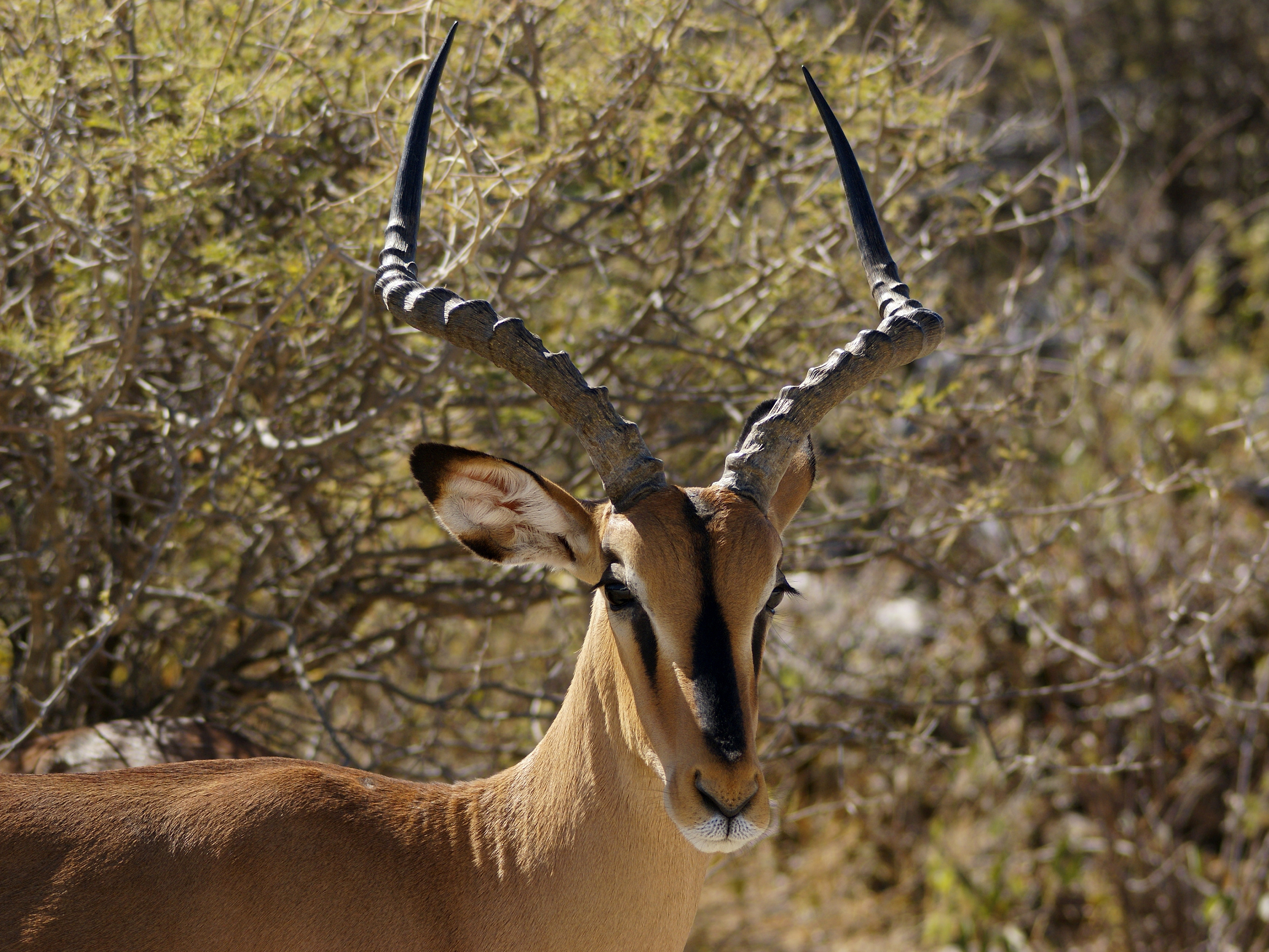
Impala
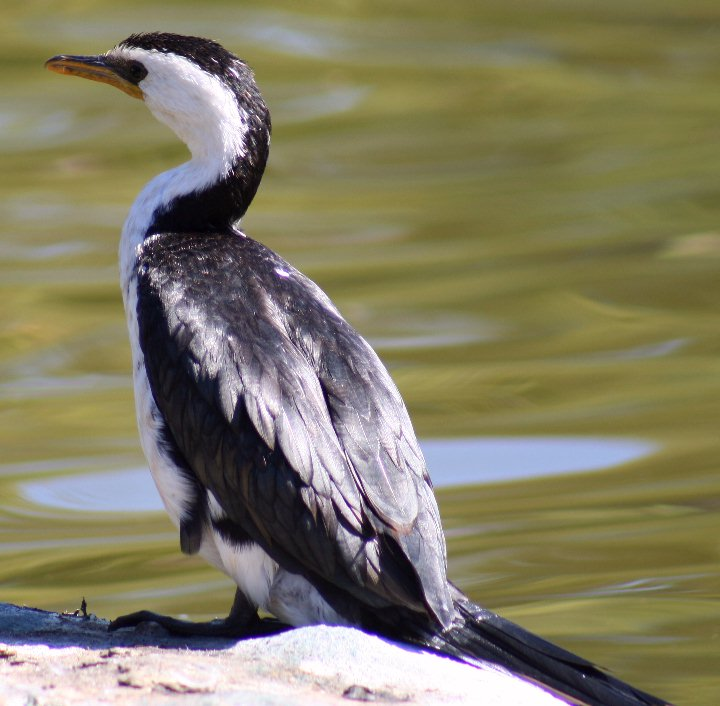
Kárókatona
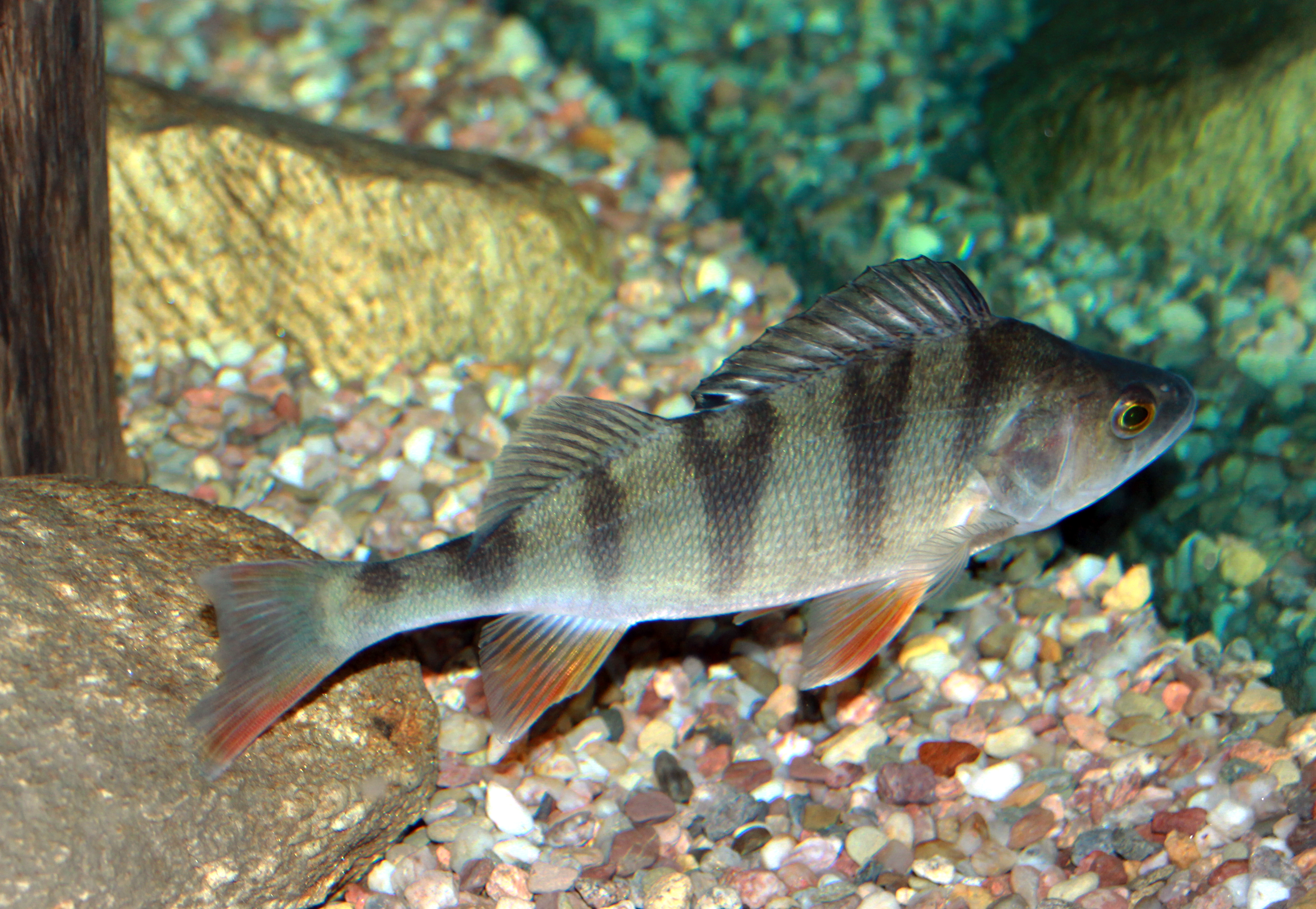
Sügér
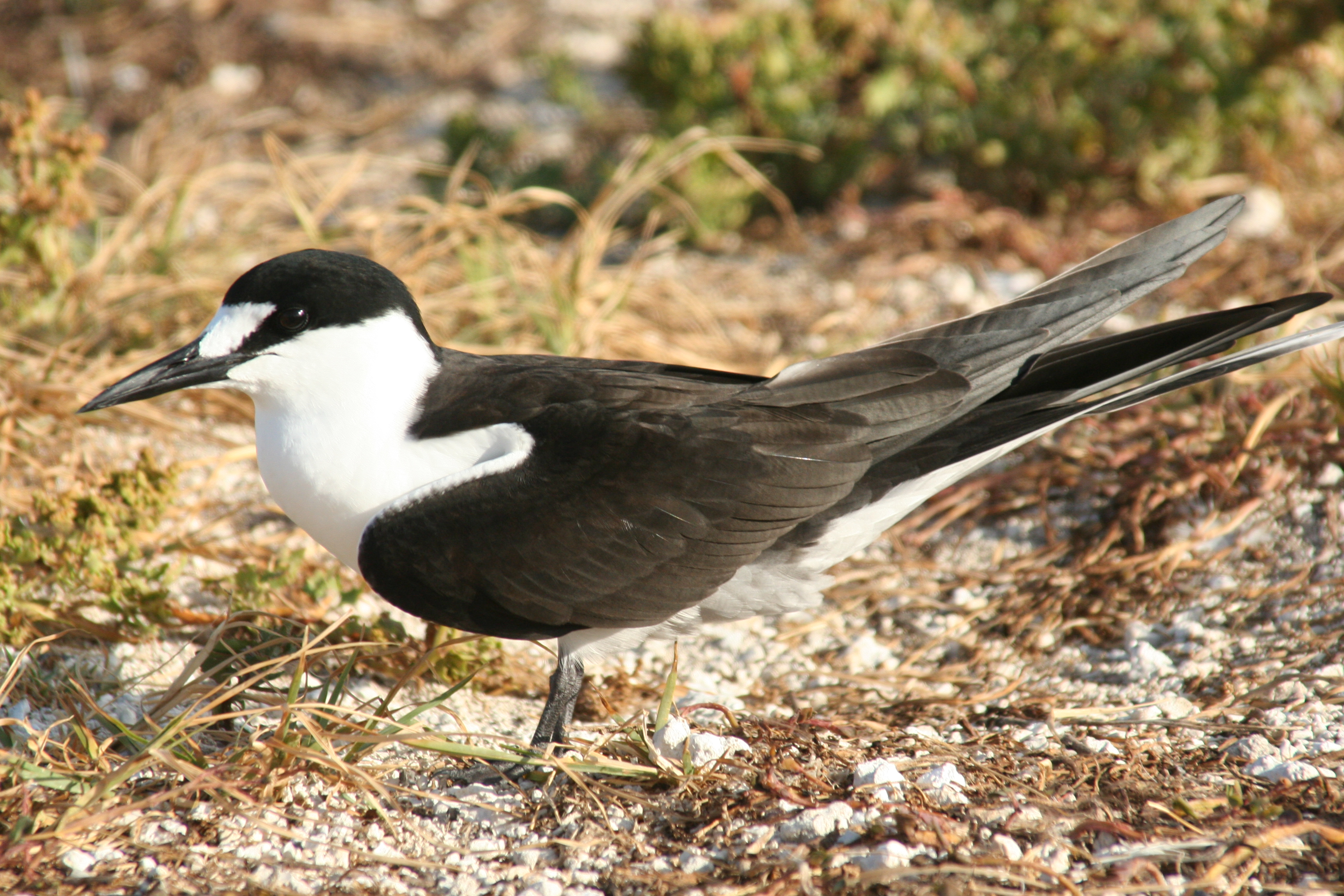
Csér

### Növényvilág
Jellemző növényfajai a liliomok, a papiruszsás (mely a 4-5 méteres magasságot is elérheti), a sulyom a víziló fű. Egy másik jellemző faj a közönséges vízijácint, mely egy Amerikában őshonos növény és betelepítés után honosodott meg a tó területén. Problémát jelent, hogy a növény nagy területeket foglal el a vízfelszínből, zavarja a hajóközlekedést és a halászatot, szennyezi az ivóvizet és akár az élővilág eltűnését is okozhatja egyes területeken. A probléma mértékét jelzi, hogy a közönséges vízijácint 1995-ben az ugandai partszakasz 90%-át fedte be.

## Gazdaság

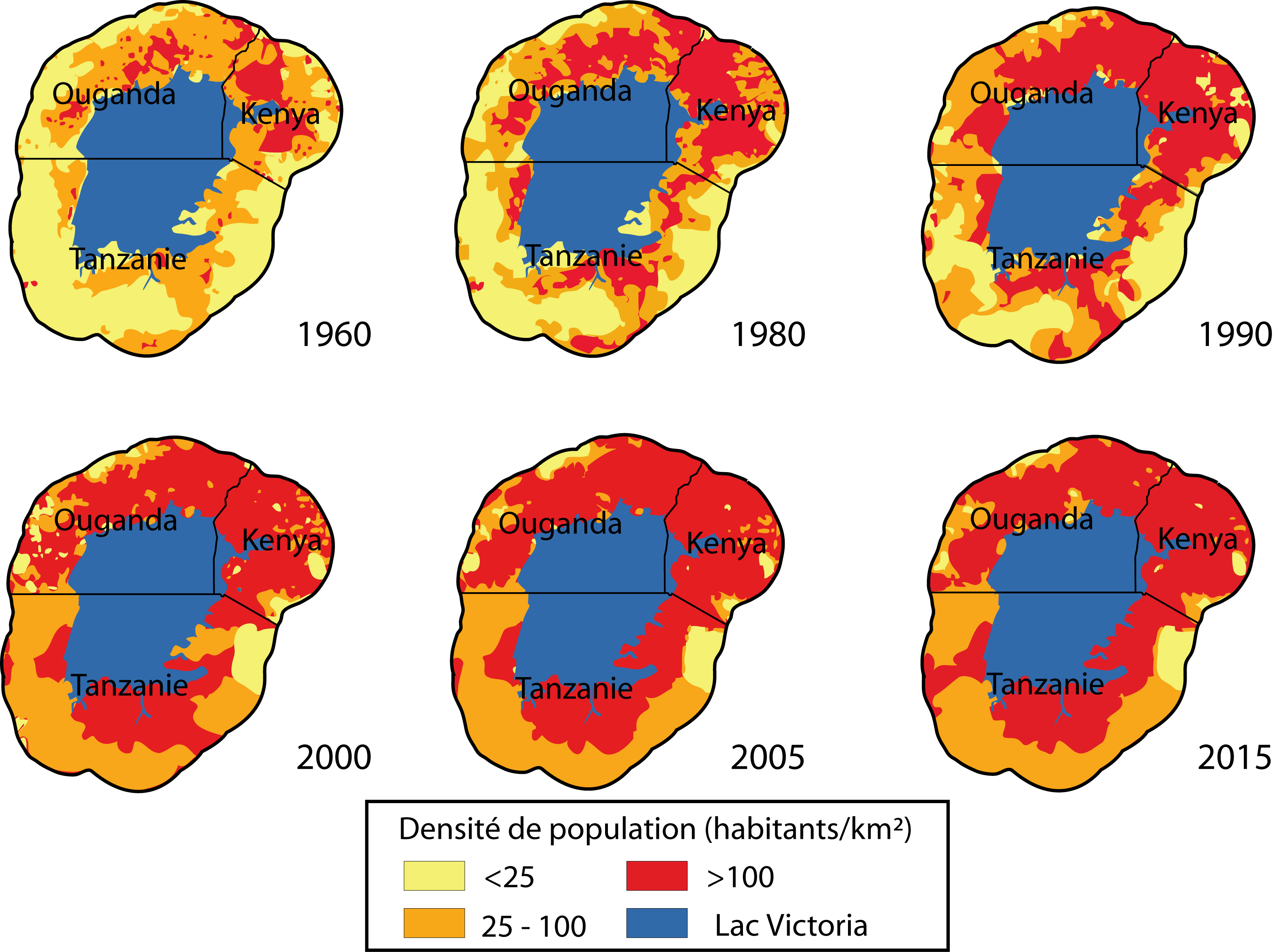
A népsűrűség növekedése a tó környékén

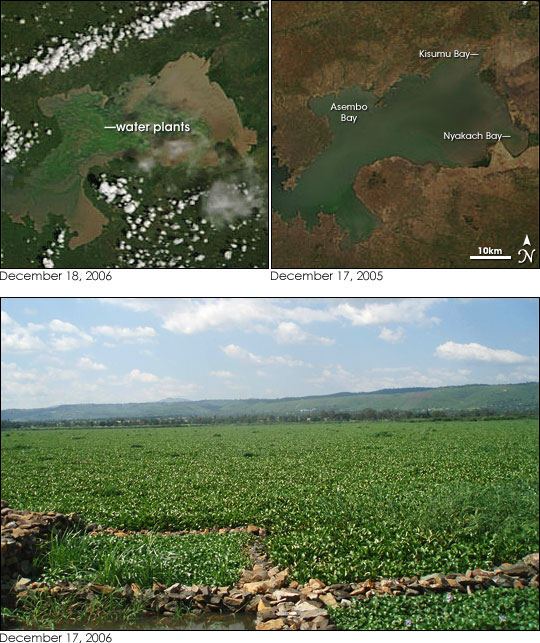
A vízi jácint elterjedése

Uganda, Tanzánia és Kenya között a tavat átszelő kompközlekedés igen jelentős, főbb kikötők: Kisumu, Mwanza, Bukoba, Entebbe, Port Bell és Jinja. 
A Viktória-tó medencéje a világ legsűrűbben lakott vidékei közé tartozik, a part menti főbb nagyvárosok közé a kenyai Kisumu, Kisii és Homa Bay, az ugandai Kampala, Jinja és Entebbe, valamint a tanzániai Bukoba, Mwanza és Msoma tartozik. Ezen városokban számos gyár és ipari üzem található, melyek hulladékukat és szennyvizüket közvetlenül a tóba juttatják, melynek következtében nő az eutrofizáció.
Tanzánia első elnöke, Julius Nyerere ingyenessé tette a vízfogyasztást, amelynek eredménye a víz pocsékolása lett. Radikálisan megcsappant az ivóvízkészlet Afrikában. Ma 1 milliárd embernek nincs ivóvize, 1,8 millió gyermek hal meg hasmenésben az ivóvíz és a szennyvíz összekeveredése miatt.

## Fordítás
- Ez a szócikk részben vagy egészben  a   Lake Victoria című angol Wikipédia-szócikk fordításán alapul.  Az eredeti cikk szerkesztőit annak laptörténete sorolja fel. Ez a jelzés csupán a megfogalmazás eredetét és a szerzői jogokat jelzi, nem szolgál a cikkben szereplő információk forrásmegjelöléseként.
- Ez a szócikk részben vagy egészben  a   Lac Victoria című francia Wikipédia-szócikk fordításán alapul.  Az eredeti cikk szerkesztőit annak laptörténete sorolja fel. Ez a jelzés csupán a megfogalmazás eredetét és a szerzői jogokat jelzi, nem szolgál a cikkben szereplő információk forrásmegjelöléseként.